# Jonathan Salvador
Jonathan Alejandro Salvador Lara (Concepción, Chile, 9 de septiembre de 1991) es un futbolista chileno. Juega de portero y su equipo actual es Deportes Recoleta de la Primera B de Chile.

## Clubes
| Club                      | País  | Año       |
| ------------------------- | ----- | --------- |
| Deportes Concepción       | Chile | 2010-2016 |
| → Fernández Vial (cedido) | Chile | 2011      |
| → Unión Española (cedido) | Chile | 2014-2015 |
| Unión San Felipe          | Chile | 2016-2017 |
| → Palestino (cedido)      | Chile | 2017      |
| Unión San Felipe          | Chile | 2018-2019 |
| Rangers                   | Chile | 2020-2021 |
| Iberia                    | Chile | 2022      |
| Santiago Morning          | Chile | 2023      |
| Deportes Recoleta         | Chile | 2024-Act. |